# Hylocomium interruptum
Hylocomium interruptum är en bladmossart som beskrevs av Margadant 1972. Hylocomium interruptum ingår i släktet husmossor, och familjen Hylocomiaceae. Inga underarter finns listade i Catalogue of Life.